# Devan Dubnyk
Devan Dubnyk (Regina, 4 maggio 1986) è un hockeista su ghiaccio canadese professionista che gioca nel ruolo di portiere.